# Guilherme de Reichenau
Guilherme de Reichenau (* Burggriesbach, atual Freystadt, 1426 † Obermässing, 19 de Novembro de 1496) foi príncipe-bispo de Eichstätt (1459) com orientação reformadora e humanística e primeiro chanceler da Universidade de Ingolstadt. Lutou inicialmente em sua diocese para aumentar o poder dos bispos, adquirindo aldeias inteiras, castelos e propriedades, a que se dedicou, a fim de melhorar seu poder econômico. Desempenhou algumas funções diplomáticas junto a Frederico III e Maximiliano I, buscando, acima de tudo, manter a unidade dos príncipes imperiais, diante da ameaça contra os turcos.